# De troubadour
De troubadour ("Il trovatore") è stata una delle quattro canzoni vincitrici dell'Eurovision Song Contest 1969, scritta da David Hartsema e Lenny Kuhr e cantata, in olandese, da quest'ultima, in rappresentanza dei Paesi Bassi.
In questa ballata, ispirata anche alla musica folk, la cantante descrive un Trovatore del Medioevo e l'impatto che la sua musica ha nel pubblico delle varie corti in cui si esibisce.
Il brano fu eseguito per ottavo nella serata, dopo il Regno Unito (con Lulu) e seguito dalla Svezia (rappresentata da Tommy Körberg). Con la chiusura delle votazioni, ricevette 18 punti, trionfando come anche la Francia, rappresentata da Frida Boccara, il Regno Unito stesso, e l'ospitante Spagna, rappresentata da Salomé.
Kuhr ha registrato la canzone anche in francese ("Le troubadour"), inglese ("The troubadour"), italiano ("Un canta storie"), spagnolo ("El trovator"), e tedesco ("Der troubadour").